# Statistische Regionen in Slowenien
Die statistischen Regionen in Slowenien, slowenisch Statistične regije (Einzahl Statistična regija) sind regionale Bezirke der Republik Slowenien auf der Grundlage der NUTS-Einteilung  der Europäischen Union (französisch Nomenclature des unités territoriales statistiques). Für diese Bezirke erhebt und meldet das Statistische Amt der Republik Daten zur Unterstützung der Regionalentwicklung, Regionalpolitik und sozioökonomische Analyse. Insgesamt gibt es 12 statistische NUTS-3-Regionen in Slowenien. 

## Kohäsionsregionen
Nach der EU-weiten Systematik der NUTS-Gliederung ist Slowenien auf NUTS-2-Ebene in zwei Kohäsionsregionen (Kohezijske regije) eingeteilt, die aber keine administrative Bedeutung besitzen: 
- Vzhodna Slovenija (Ostslowenien)
- Zahodna Slovenija (Westslowenien)

Diese Regionen wurden nach Gesichtspunkten der Regionalentwicklung eingeteilt. Während Westslowenien die wirtschaftsstarken Gebiete um Ljubljana, Kranj und Koper umfasst, liegen in Ostslowenien die schwächer entwickelten Landesteile.

## Liste der Regionen

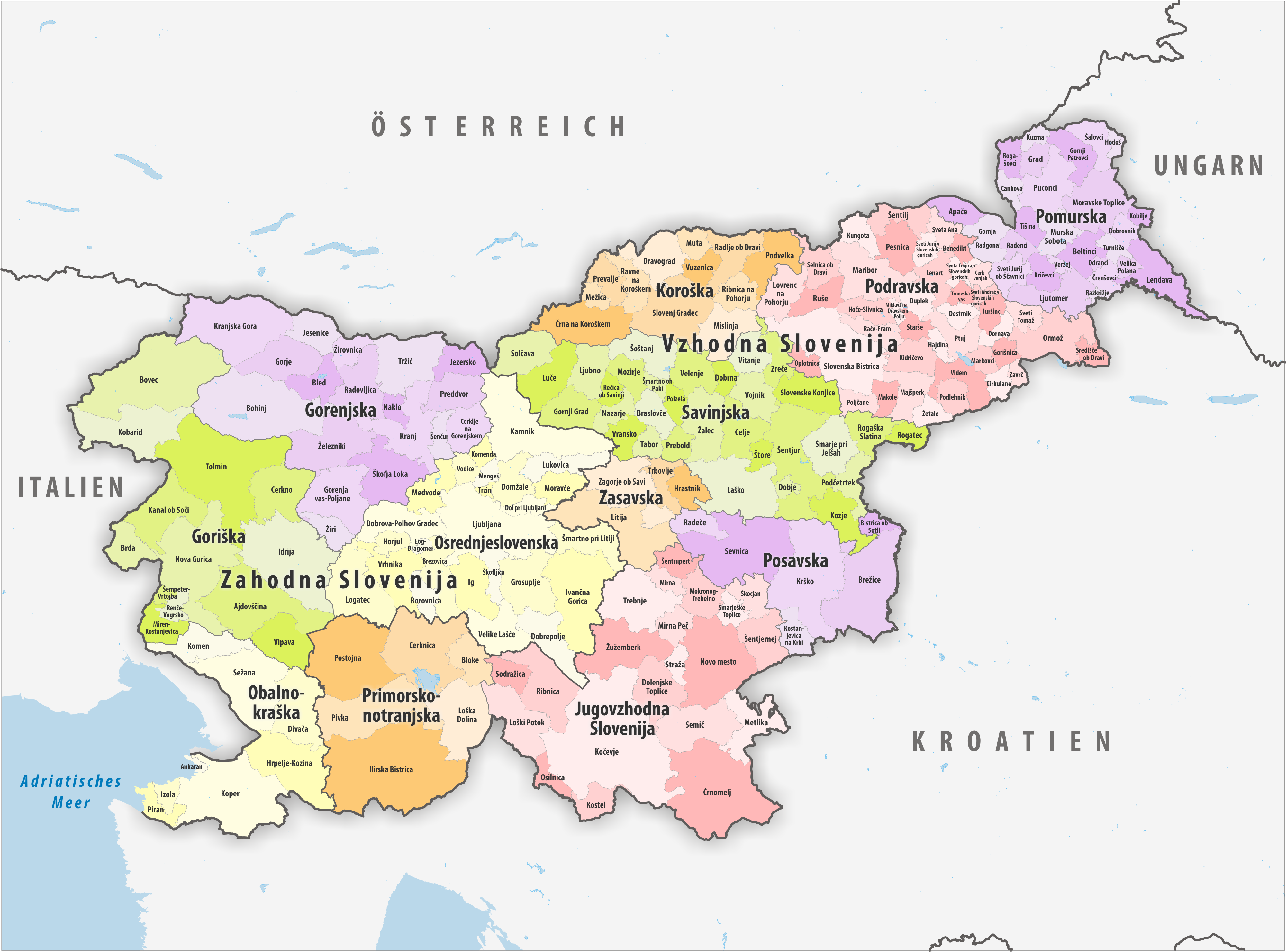
Karte der statistischen Regionen und Gemeinden Sloweniens (Stand 2020)

Karte der statistischen Regionen Sloweniens, zugeordnet zu den beiden Köhasionsgruppen Ostslowenien und Westslowenien (Stand 2020)

| Nr. | Slowenische Bezeichnung | Deutsche Übersetzung         |
| --- | ----------------------- | ---------------------------- |
| 1   | Pomurska                | Murgebiet                    |
| 2   | Podravska               | Draugegend                   |
| 3   | Koroška                 | Unterkärnten                 |
| 4   | Savinjska               | Sann-Gegend                  |
| 5   | Zasavska                | Obere Save-Gegend            |
| 6   | Posavska                | Untere Save-Gegend           |
| 7   | Jugovzhodna Slovenija   | Südostslowenien              |
| 8   | Osrednjeslovenska       | Zentralslowenien             |
| 9   | Gorenjska               | Oberkrain                    |
| 10  | Primorsko-notranjska    | Küstenland-Innerkrain        |
| 11  | Goriška                 | Gorica-Gebiet, Görzer Gegend |
| 12  | Obalno-kraška           | Küsten- und Karstgebiet      |